# Rocade de Bordeaux
Vous lisez un « bon article » labellisé en 2024.
La rocade de Bordeaux est une ceinture périphérique d'une longueur de 45 km qui contourne le centre-ville de Bordeaux, en traversant sa métropole et une partie de son agglomération.
Elle comporte trois voies de circulation dans chaque sens sur presque la totalité de sa longueur. Les seules exceptions sont la section entre les sorties 12 et 13 à 2 × 4 voies où un couloir de bus remplace la bande d'arrêt d'urgence, et celle entre les échangeurs no 1 et 2 réduite à 2 × 2 voies. La vitesse y est limitée à 90 km/h (depuis le 21 juin 2007) pour les voitures et 80 km/h pour les poids lourds.
Sa mise en service s'étale de 1967 avec l'ouverture du pont d'Aquitaine, à 1993 avec celle du pont François-Mitterrand qui permet son bouclage. Sa section occidentale, de l'échangeur no 1 au pont François-Mitterrand, est constituée de l'autoroute A630, tandis que sa section orientale est constituée de la route nationale 230.
La rocade est l'un des principaux itinéraires des poids lourds en transit qui viennent ou se dirigent vers la péninsule Ibérique. Ses portions est et sud étant connectées à quatre autoroutes, certaines sections supportent un trafic supérieur à 130 000 véh./j en 2022. En comparaison la même année, la section ouest plutôt destinée au trafic local, supporte un trafic d'environ 100 000 véh./j. Afin de fluidifier la circulation, des panneaux à messages variables installés sur l'ensemble de son tracé servent à informer les usagers sur l'état de la circulation et les éventuelles perturbations. Aussi, des feux bicolores présents à certains accès permettent de cadencer les entrées.
La rocade est source de nombreuses nuisances, dont en particulier le bruit et les rejets de gaz polluants et de particules dans l'atmosphère. Pour remédier au bruit, des écrans acoustiques sont installés, notamment lors des travaux d'élargissement de la rocade ouest. Des actions sur les véhicules et leur vitesse sont engagées pour limiter les rejets de polluants.
Par ailleurs, l'aménagement de franchissements au-dessus de la rocade contribue à diminuer l'effet de coupure qu'elle induit.

## Histoire

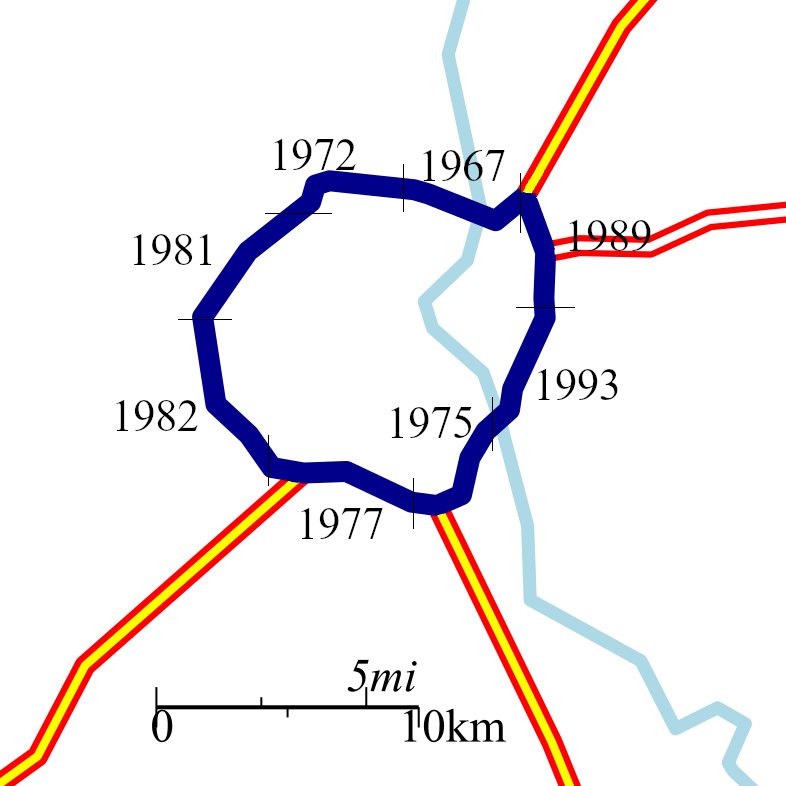
Années d'ouverture des différentes sections de la rocade.

La conception de la rocade commence en 1940, son tracé initial ne concerne que la section située à l'ouest et est adopté en 1957. Il est prévu que la rocade, située à une distance de 8 km du centre-ville de Bordeaux, ne serve qu'au trafic de transit. Pour le trafic local, une autre ceinture périphérique nommée « voie des mairies » et reliant Le Bouscat, Bruges, Mérignac, Pessac, Talence, Bègles et Bordeaux doit être construite. Ce projet inachevé, est finalement abandonné en 1984 au profit unique de la rocade,.
La rocade ouest ouvre progressivement de 1967, avec la mise en service du pont d'Aquitaine, à 1982. Il s'agit de l'autoroute A630 qui permet notamment de relier l'A10 à l'A63 ainsi que Bordeaux grâce à un tronçon longeant la Garonne entre cette ville et Bègles. Les travaux de la section est s'achèvent en 1993 avec la mise en service du pont d'Arcins. Celle-ci, constituée de la route nationale 230, relie l'A10 à l'A630 en contournant l'agglomération par l'est,.
Le tronçon de l'A630 qui longe la Garonne devient A631 à la suite du bouclage de la rocade. Cette courte autoroute de 2 km est déclassée en 2017 à la demande de Bordeaux Métropole afin d'être transformée en boulevard urbain,.

## Caractéristiques

### Maillage départemental
- Rocade
- Boulevards
- Autres axes inclus dans le projet de réaménagement des boulevards
- Ceinture des cours
- Pont Jacques-Chaban-Delmas
- Pont Simone-Veil
- Boulevard Aliénor-d'Aquitaine (au nord) et ex-A631 (au sud)

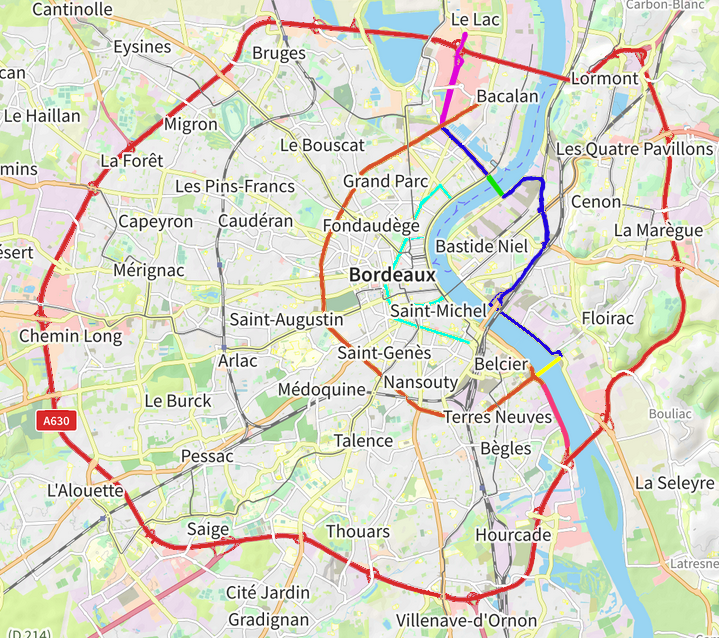
Carte des routes ceinturant Bordeaux :

La rocade est l'une des trois ceintures périphériques de la capitale aquitaine. Les deux autres sont brièvement décrites ci-après.
À l'intérieur de Bordeaux, la ceinture des cours, suit le tracé approximatif des remparts de la ville aux limites du centre historique. De ces fortifications, il ne reste plus que la porte Saint-Éloi, dite la Grosse cloche, et la porte Cailhau. Les autres entrées sont remplacées lors de la démolitions des murs au XVIIIe siècle par des arcs de triomphe, il en subsiste quatre : la porte d'Aquitaine, la porte Dijeaux, la porte de Bourgogne et la porte de la Monnaie,. La construction de ponts permettant de franchir la Garonne dans le prolongement des cours a été envisagée. Ainsi, le pont de pierre face à la porte de Bourgogne, est dans l'axe du cours Victor-Hugo, le pont transbordeur, jamais achevé, devait relier le cours du Médoc au quai des Queyries.
La ceinture de boulevards de Bordeaux, communément appelée « les boulevards », située sur la rive gauche du fleuve, suit les limites de la ville sur une partie de son tracé. Longue de 12 km, elle est construite par étapes de 1853 à 1902. Les principaux carrefours portent le nom de « barrières », celles-ci servant à percevoir l'octroi, un impôt supprimé en 1928. Au milieu du XXe siècle, les boulevards sont aménagés en 2 × 2 voies sur une grande partie de leur tracé, et sont pour cette raison qualifiés d'« autoroute urbaine » par Pierre Hurmic, le maire de Bordeaux. Au XXIe siècle, une voie de circulation est transformée en couloir de bus accessible aux cyclistes. Il est prévu de les réaménager d'ici 2040. Le projet ne se limite pas aux boulevards historiques, il inclut également la rue Lucien Faure, le pont Jacques-Chaban-Delmas et le pont Simone-Veil, ainsi que d'autres axes majeurs de la rive droite pour une longueur totale de 19 km,,,. Une ligne de bus express circulaire doit également être mise en service d'ici 2027.
Les boulevards et la rocade sont reliés par deux axes : au nord par le boulevard Aliénor-d'Aquitaine (anciennement route nationale 210) et au sud par une voie sur berge (anciennement autoroute A631) prolongeant le boulevard des Frères-Moga.
Plus loin, le projet de grand contournement de Bordeaux, constitué de barreaux autoroutiers, vise à relier entre elles les autoroutes A10, A89, A62 et A63. Il permettrait de retirer de la rocade le trafic de transit et notamment les nombreux poids lourds en provenance ou en direction de la péninsule Ibérique. Ce projet, datant de 1995 et abandonné en 2008, est à nouveau étudié depuis 2021,,.

### Structure
La rocade de Bordeaux est constituée de deux chaussées séparées et concentriques. La rocade intérieure est la chaussée la plus proche de Bordeaux où, du fait de la circulation à droite, les véhicules contournent Bordeaux dans le sens horaire. À l'inverse, la rocade extérieure est la chaussée la plus éloignée de Bordeaux, la circulation s'y effectue donc dans le sens antihoraire.
La boucle de la rocade est constituée de deux voies. L'autoroute A630, surnommée « rocade ouest », commence au niveau de l'échangeur no 1 avec l'A10, contourne Bordeaux par l'ouest et s'arrête avant le franchissement de la Garonne à Bègles. Elle est prolongée par la route nationale 230, surnommée « rocade est », qui contourne l'agglomération par l'est jusqu'à rejoindre l'échangeur no 1,.

### Voies de circulation
La rocade est intégralement en 2 × 3 voies, à l'exception d'une courte portion au niveau de l'échangeur no 1. Si la rocade est, la plus récente, est construite dès l'origine en 2 × 3 voies, en revanche la rocade ouest, la plus ancienne et la plus longue, est construite à seulement 2 × 2 voies voire 2 × 1 voies pour la section nord-ouest. En 1983, les sections en 2 × 1 voies sont doublées et de 1998 à 2023, les sections situées entre les échangeurs no 21 et 4, au sud et à l'ouest, sont progressivement élargies en 2 × 3 voies.
En 2019, la bande d'arrêt d'urgence située entre les sorties 12 à Mérignac et 13 à Pessac dans les deux sens de circulation, est réaménagée en voie de bus. Cette transformation a été anticipée lors du passage en 2 × 3 voies de ce tronçon. En effet, cette voie a été élargie de manière qu'un bus puisse l'emprunter à la vitesse de 70 km/h. Elle est actuellement empruntée par la lianes 39 du réseau Transports Bordeaux Métropole. Il est prévu d'étendre cet aménagement sur l'ensemble de la rocade ouest, de la sortie 4a à la 19. Cependant, des travaux sont nécessaires sur la portion entre les sorties 13 et 19, la bande d'arrêt d'urgence n'ayant pas la largeur requise,.

### Tracé
Source : Schéma directeur de signalisation de direction de la rocade de Bordeaux (A630 et RN230) et ses pénétrantes (A63, A631, A62 et RN89).

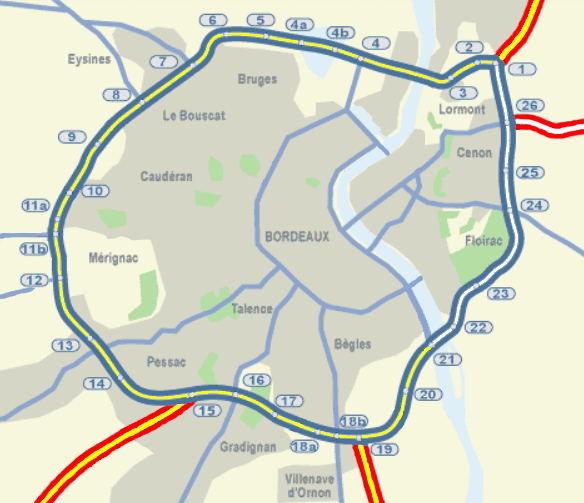
Situation des sorties sur la rocade.

- 1  Échangeur entre ,  et  → Paris, Nantes, Angoulême, Saintes, zone portuaire.
- 2 → Carbon-Blanc, Bassens, Lormont, zone portuaire, tram A.
- 3 (extérieure uniquement) → Vieux-Lormont.
- Pont d'Aquitaine sur la  Garonne.
- 4 (extérieure) / 4c (intérieure) → Bordeaux-centre, Bordeaux-Nord, Cité du Vin, Bordeaux Lac, tram B, tram C.
- 4b (intérieure uniquement) → Bordeaux Lac, tram C.
- 4a → stade Atlantique, parc des expositions, Bruges-Le Tasta, Bordeaux Lac.
- 5 → Z.I. Bordeaux-fret, Bruges-Le Tasta.
- 6 → Blanquefort, Z.A. Ecoparc, Bruges-centre.
- 7 → Le Taillan-Médoc, Le Bouscat, Eysines-Le Vigean, tram D.
- 8 → Le Verdon-sur-Mer, Lacanau, Saint-Médard-en-Jalles, Le Taillan-Médoc, Eysines-centre.
- 9 → Saint-Médard-en-Jalles, Le Haillan, Bordeaux-Caudéran, Bordeaux-Capeyron, tram A.
- 10 → Cap-Ferret, Andernos, Martignas-sur-Jalle, Aéroparc.
- 11a (sortie extérieure uniquement) → Z.I. Cadéra.
- 11 (intérieure) / 11b (extérieure) → Mérignac Aéroport, Mérignac Soleil, Mérignac-Chemin Long.
- 12 → Saint-Jean-d'Illac, Pellegrin, crématorium.
- 13 → Pessac-centre, Pessac-L'Alouette, tram B.
- 14 → Pessac-Saige, Z.I. Pessac Bersol, hôpital Haut-Lévêque, tram B.
- 15  Échangeur entre  et  → Saint-Sébastien, Bayonne, Mont-de-Marsan, Bassin d'Arcachon.
- 16 → Gradignan-centre, Talence-centre, domaine universitaire, tram B.
- 17 → Gradignan-Malartic, Talence-Thouars.
- 18 → Léognan, Cadaujac, Villenave-d'Ornon (Pont de la Maye), Robert-Picqué.
- 19  Échangeur entre  et  → Toulouse, Pau, Agen, , Mont-de-Marsan.
- 20 → Cadaujac, Bègles, Hourcade (fret), les Rives d'Arcins
- 21 → Bordeaux-centre, gare Saint-Jean, M.I.N. Bordeaux
- Pont François Mitterrand (Pont d'Arcins) sur la  Garonne.
- 22 (intérieure uniquement) → Latresne, Bas Floirac, Arena.
- 22a (extérieure uniquement) → Latresne.
- 22b (extérieure uniquement) → Bas Floirac, Arena.
- 23 → Floirac-centre, Bouliac.
- 24 → Tresses, Haut-Floirac.
- 25 → Artigues, Cenon.
- 26  Échangeur entre  et / → Lyon, Périgueux, Bergerac, Libourne, Bordeaux rive droite, tram A.
- 27 (extérieure uniquement) → Lormont, Carbon-Blanc.
- Retour sur  1.

## Équipements

### Distribution de carburant
La rocade compte huit stations-service, soit quatre dans chaque sens de circulation. Sur la rocade sud se trouvent les pompes Agip et Avia, à l'est et à l'ouest des stations TotalEnergies, et au nord des Esso.

### Éclairage

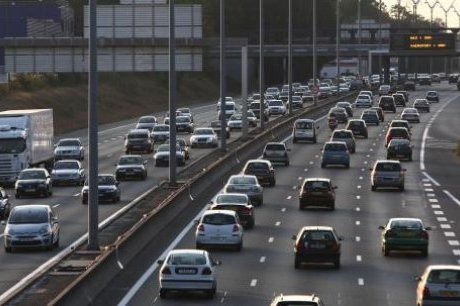
La rocade au niveau de l'échangeur no 17 où des lampadaires « Palombus » sont installés.

En 1996, afin d'apporter une touche de modernité et de singularité à la rocade, le ministère de l'Équipement souhaite travailler l'éclairage de la chaussée. L'architecte Jean de Giacinto est choisi pour cette tâche, il conçoit les lampadaires « Palombus » ou « Les Mouettes » dont la forme évoque des battements d'ailes d'oiseau quand ils défilent,. La rocade n'est équipée que partiellement de ces candélabres, entre les échangeurs no 14 et 21.
Depuis 2014, l'éclairage est supprimé sur la rocade ouest dans le cadre des travaux d'élargissement à 2 × 3 voies. À partir de 2022, la rocade est n'est plus éclairée non plus. Seuls les échangeurs autoroutiers et les franchissements de la Garonne le restent. En plus des économies d'énergie, cette mesure divise par deux le nombre d'accidents sur les tronçons non-éclairés,.

### Lutte contre le bruit
Des écrans acoustiques sont installés sur la rocade ouest entre 2001 et 2009 sur une distance cumulée de presque 17 000 m. La décennie suivante, 1 436 m de mur anti-bruit sont installés sur la rocade est. Dans le cadre de l'élargissement de la rocade ouest à 2 × 3 voies près de 15 000 m de protection sont dressés.

### Panneaux solaires
En 2021, le maire de Bordeaux, Pierre Hurmic, annonce un projet de couvrir la rocade par des panneaux solaires fabriqués en France. Selon le projet, cette « vaste ombrière […] équipée de récupérateurs d'eau de pluie, de capteurs de CO2 et de pièges à sons » pourrait produire de l'électricité pour environ 420 000 foyers. En décembre 2022, le projet est porté auprès du ministre des Transports, chargé de la rocade bordelaise. L'année suivante, le projet est officiellement en discussion et une étude de faisabilité est lancée,. Le coût total est évalué à 3,2 milliards d'euros, une expérimentation pourrait avoir lieu dans le courant de l'année 2024,. En janvier 2024, le préfet de la Gironde annonce que l'expérimentation se ferait sur le boulevard Aliénor-d'Aquitaine. Cet axe, qui relie la rocade aux boulevards, présente des caractéristiques proches de celles d'une autoroute.

## Ouvrages

### Échangeurs
La rocade compte 32 échangeurs numérotés dans le sens anti-horaire, le premier étant celui la reliant à l'autoroute A10 au nord. Parmi ces échangeurs, quatre sont connectés à une autoroute.

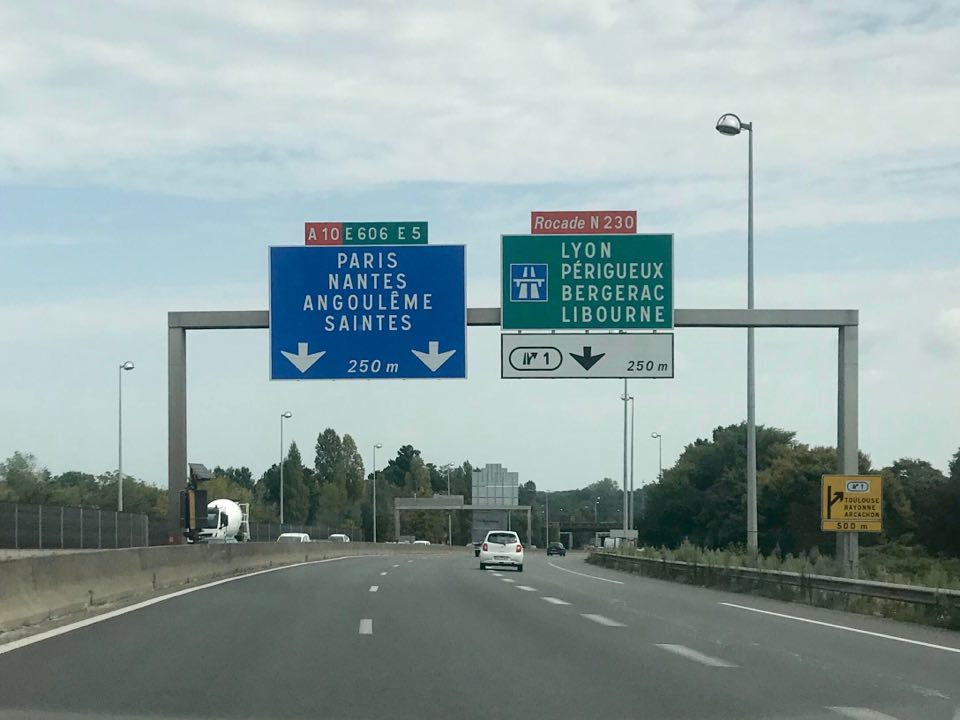
La rocade intérieure au niveau de l'échangeur no 1.

Avant la mise en service de la route nationale 230 en 1989, l'échangeur no 1 ne relie que les autoroutes A10 et A630. Depuis, des bretelles permettent de relier l'A630 et la RN 230. Cependant, celles-ci impliquent que les usagers souhaitant rester sur la rocade empruntent la bretelle de sortie pour ne pas être dirigés vers l'A10.
La taille imposante de l'échangeur no 15 s'explique par le fait qu'il était initialement prévu de prolonger l'autoroute A63 jusqu'aux boulevards de Bordeaux. Ce projet ne s'est finalement pas concrétisé mais est visible sur des cartes d'époque. Une villa gallo-romaine se trouve au lieu-dit la Tuilerane à proximité de cet embranchement.
L'échangeur no 19 reliant la rocade à l'autoroute A62 est mis en service en 1975.
Il est prévu de réaménager l'échangeur no 26. Celui-ci comporte en effet des carrefours à feux qui provoquent des encombrements pouvant s'étendre sur plusieurs centaines de mètres sur la rocade, ainsi que sur la route nationale 89 pour les véhicules se dirigeant vers Bordeaux. Le projet prévoit de supprimer l'ensemble des feux de circulation, de créer un viaduc au nord pour séparer tous les flux et qu'il n'y ait plus de croisement, de créer un carrefour giratoire à l'ouest de l'échangeur et de déplacer la sortie 1 de la RN 89 plus à l'est,.
| Échangeur no 1 avec l'autoroute A10. | Échangeur no 15 avec l'autoroute A63. | Échangeur no 19 avec l'autoroute A62. | Échangeur no 26 avec la route nationale 89 vers l'autoroute A89. |

### Ponts

#### Pont d'Aquitaine
Le pont d'Aquitaine est un pont suspendu ouvert en 1967 en même temps que le premier tronçon de la rocade. Il franchit la Garonne au nord de l'agglomération bordelaise. Avant lui, seul le pont de pierre situé en plein centre ville permettait de la traverser. Le pont suspendu est long de 679 m, il est prolongé sur la rive gauche par un viaduc, l'ouvrage complet mesure 1 767 m. À son ouverture, en plus de la chaussée constituée de quatre voies de circulation, s'y trouvent deux trottoirs et deux pistes cyclables. En 1982, pour faire face à l'augmentation de la circulation routière, les trottoirs sont supprimés et une cinquième voie est ajoutée. Finalement en 1998, des travaux sont lancés afin de rénover le tablier, l'élargir en 2 × 3 voies, et ajouter un séparateur central,,.
En 2002, des travaux de remplacement des câbles de suspension commencent. Ceux-ci ont en effet souffert de la corrosion et des ruptures parmi les fils les composant avaient été observées,. En 2009, de nouvelles traces de corrosion sur les colliers de suspension sont découvertes. Il s'avère que les normes d'application du revêtement anticorrosion n'ont pas été respectées par une entreprise sous-traitante. Le groupement est condamné à payer une amende à l'État et à réparer les malfaçons,.
L'effondrement du pont Morandi à Gênes, en 2018, inquiète les usagers de la rocade. Le pont d'Aquitaine a en effet été inauguré la même année et a présenté à plusieurs reprises des traces de corrosion, et ce malgré des travaux de rénovation. Cependant, les autorités se veulent rassurantes, les normes françaises étant plus strictes qu'en Italie, il est régulièrement inspecté et fermé lorsque des travaux sont nécessaires,,.

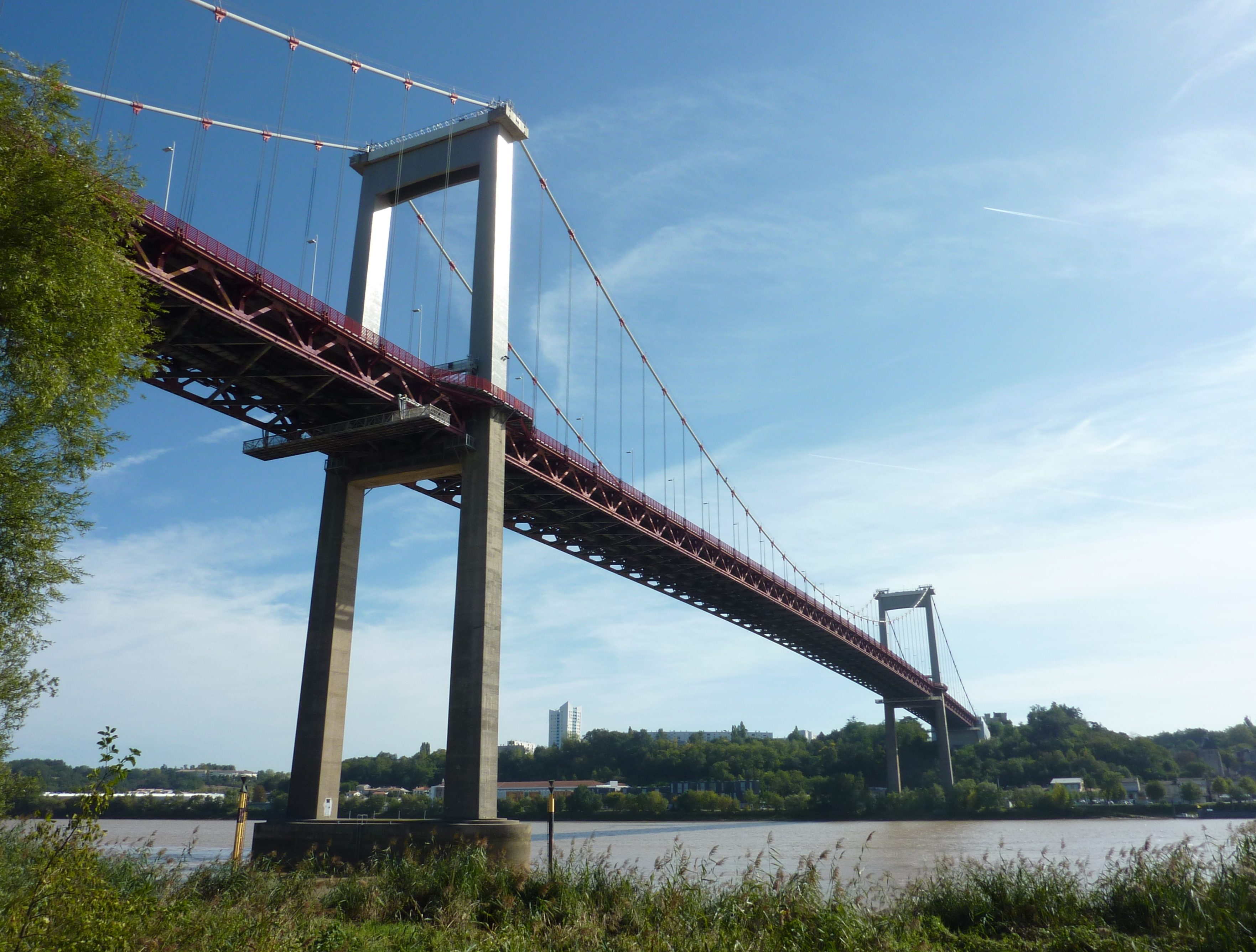
Vue depuis la rive gauche.
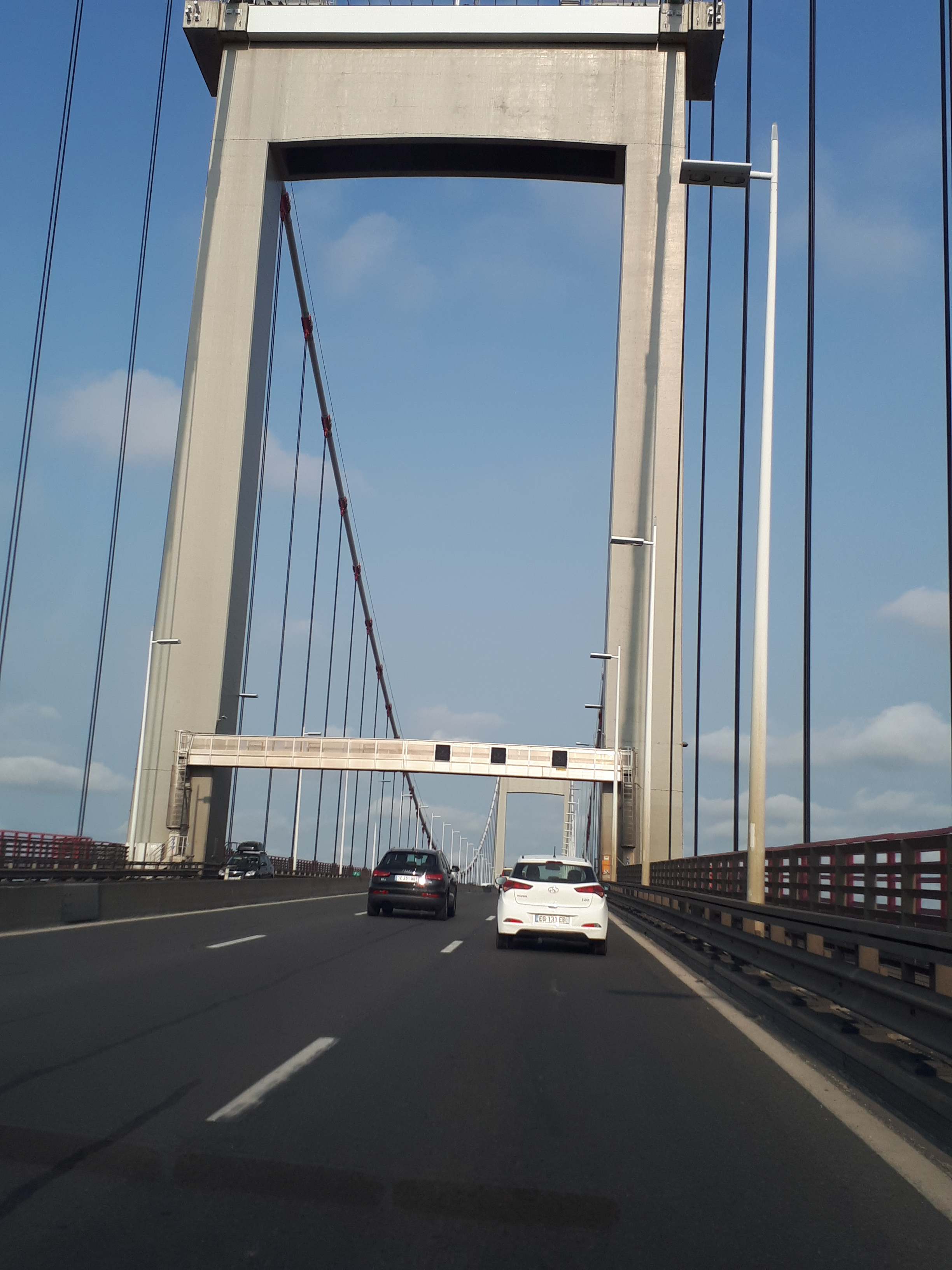
La circulation sur le pont.
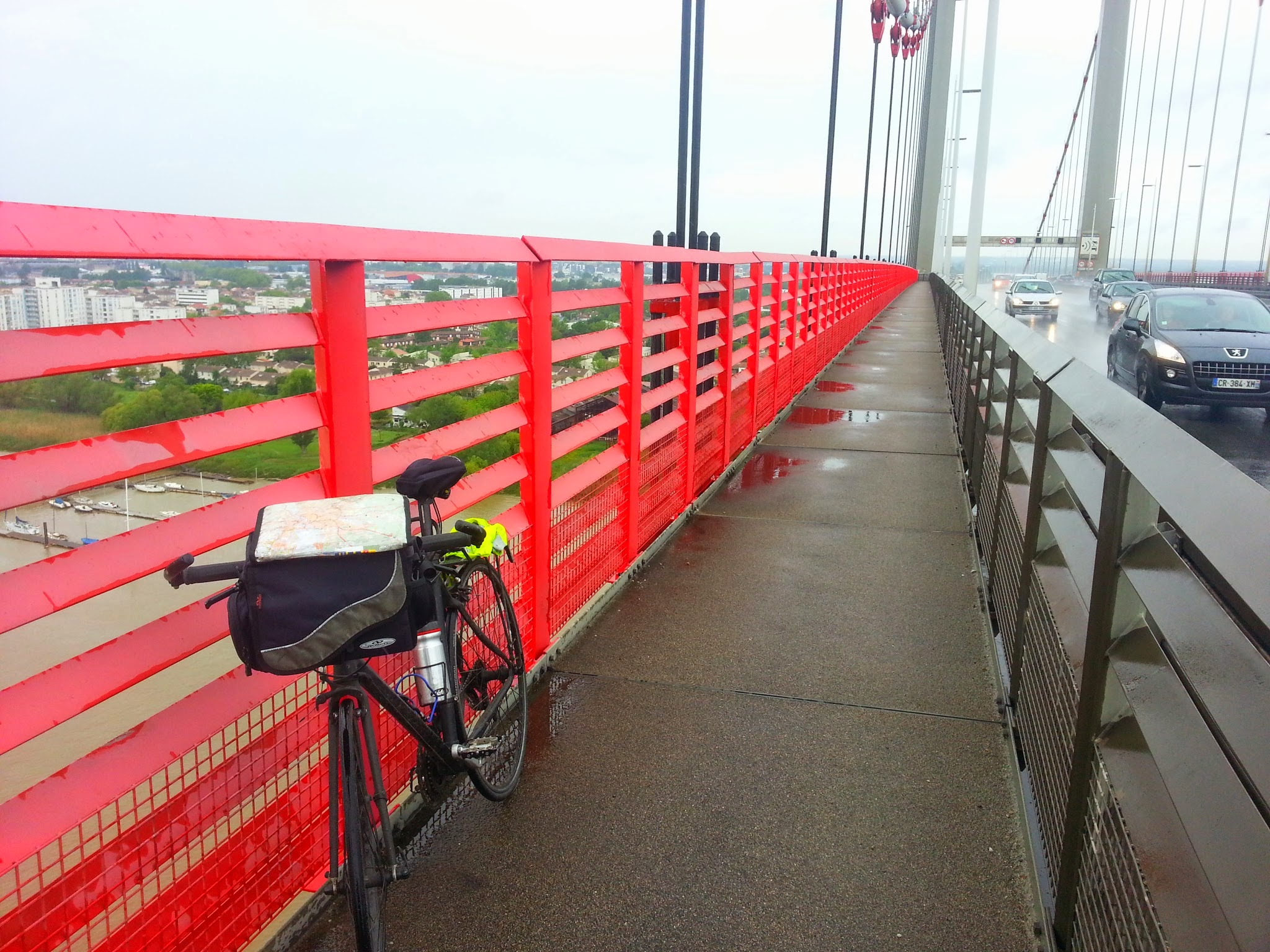
L'une des deux pistes cyclables.

#### Pont François-Mitterrand

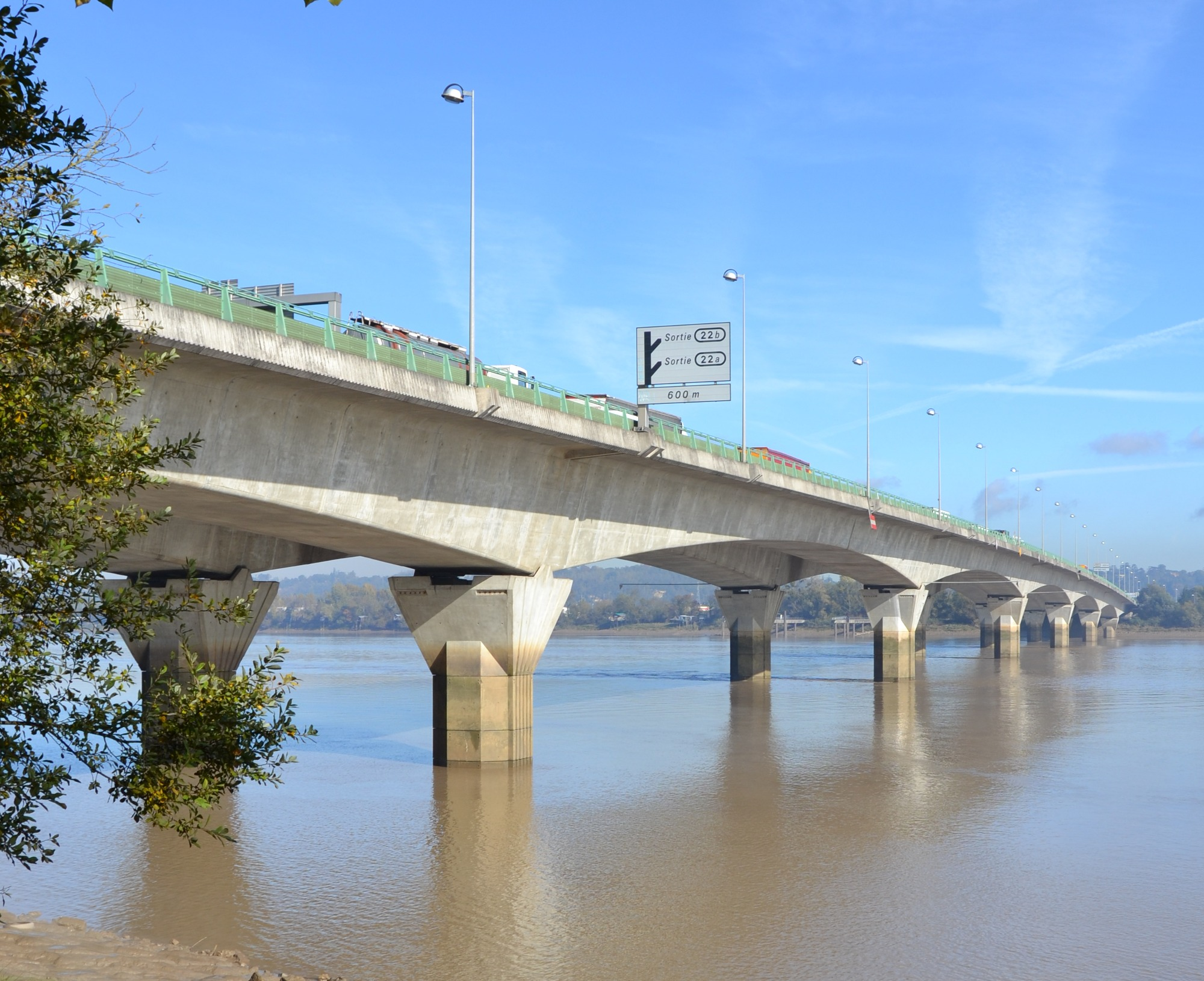
Le pont François-Mitterrand vu depuis la rive gauche en 2012.

Le pont François-Mitterrand est inauguré en 1993 et marque la fin des travaux de bouclage de la rocade. Avec ce nouveau franchissement de la Garonne au sud de Bordeaux, celle-ci fait enfin le tour complet de l'agglomération 27 ans après l'ouverture des premiers tronçons. À son ouverture, la chaussée comprenait trois voies pour la rocade intérieure, mais seulement deux voies sans bande d'arrêt d'urgence sur une partie de la rocade extérieure. Il avait en effet été décidé en dernière minute d'y ajouter une piste cyclable. Celle-ci est finalement retirée en 2018. Depuis, le pont est intégralement en 2 × 3 voies avec une bande d'arrêt d'urgence. En remplacement de la piste cyclable, il est prévu d'installer une passerelle réservée aux piétons et cyclistes. Celle-ci devrait être accolée au pont et son ouverture est prévue pour 2026,.

## Exploitation et circulation routière

### Exploitation et information de l'usager
Vingt-neuf panneaux à messages variables permettent d'informer les usagers des principales perturbations et accidents. Chaque panneau affiche en temps réel le temps de parcours entre lui et deux, trois ou quatre des prochaines destinations principales suivantes, grâce au système Aliénor,.
Depuis 2019, un système de feux de signalisation permet de cadencer l'accès à la rocade aux heures de fort trafic. Cette mesure est mise en œuvre entre les échangeurs no 16 et 26. Elle permet de maîtriser et faciliter les entrées sur la rocade et de fluidifier le trafic sur la section courante,.

### Trafic

#### Volume de trafic et usages
- Supérieur à 70 000 véh./j
- 65 000 - 70 000 véh./j
- 60 000 - 65 000 véh./j
- 55 000 - 60 000 véh./j
- 50 000 - 55 000 véh./j
- Inférieur à 50 000 véh./j
- Aucune donnée

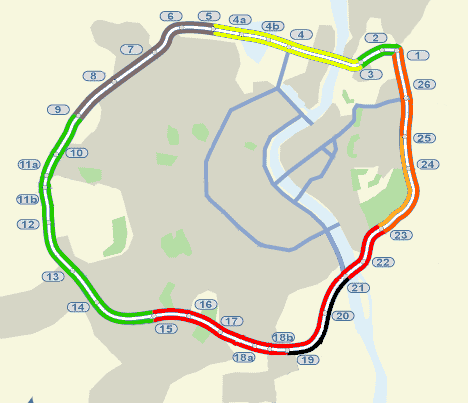
Carte du volume de trafic de la rocade pour l'année 2022 :

En 2022, plus de 133 000 véhicules ont circulé chaque jour aux alentours du pont François-Mitterrand, près de 105 000 au niveau de Bordeaux Lac près du pont d'Aquitaine. La zone la plus saturée se situe au niveau de Bègles - Rives d'Arcins : plus de 139 000 passages de véhicules quotidiens comptabilisés au niveau de la sortie 20. La circulation est moins dense à l'ouest : 99 000 passages quotidiens au niveau de Mérignac. Cependant, l'élargissement en 2 × 3 voies de la rocade ouest s'étant achevé en 2023, le volume de trafic devrait augmenter pour être équivalent à celui de la rocade est.
La rocade joue principalement un rôle de voirie locale. En effet, 64 % des déplacements sont internes à l'aire urbaine de Bordeaux et 28 % proviennent de l'extérieur de l'agglomération pour y entrer. Le trafic de transit ne représente que 8 % des déplacements, et se concentre essentiellement sur la rocade est entre les échangeurs no 1 et 15.
La majorité des mouvements se font pour 55 % en « baïonnette », c'est-à-dire de l'intra-rocade vers l'extra-rocade et inversement. Viennent ensuite pour 33 %, les trajet de l'extra-rocade vers l'extra-rocade. Enfin 12 % des mouvements se font de l'intra-rocade vers l'intra-rocade.
Le principal motif d'usage de la rocade est le trajet entre le domicile et le lieu de travail qui représente 41 % des déplacements. Celui-ci est dominant durant l'heure de pointe du matin entre 7 h et 9 h où il représente 65 % des mouvements, contre 39 % durant l'heure de pointe du soir entre 16 h et 19 h.

#### Composition du trafic
Sur la rocade ouest, entre les échangeurs no 3 et 15, le trafic est très majoritairement composé de véhicules légers, les poids lourds, dont pratiquement tous font de la desserte locale, ne représentent en effet que 5 à 6 % du trafic. La situation est différente au niveau de l'échangeur no 2 menant à la zone portuaire qui voit passer presque 8 % de poids lourds. Contrairement à la section ouest, la rocade est et sud est l'itinéraire privilégié pour le transit nord-sud,. Cette section permet en effet de relier les autoroutes A10, A62, A63 et A89 via la RN 89. La proportion de poids lourds, dont environ la moitié sont en transit, y est donc plus importante et varie entre 12 et 16 %,.

## Sécurité routière

### CRS Autoroutière Aquitaine
La surveillance de la rocade est assurée par la CRS autoroutière Aquitaine basée à Cenon et dont la permanence téléphonique se trouve au PC Aliénor à Lormont. Comprenant 103 agents, elle a pour mission de constater les délits et contraventions au code de la route, ainsi que de mener des enquêtes sur les crimes et délits sanctionnés par le code pénal. Elle est équipée de fourgons d'intervention, de véhicules légers et de motocyclettes. Depuis 2023, en plus des radars portatifs et des radars mobiles automatiques, la CRS autoroutière Aquitaine dispose d'un drone permettant de surveiller plus facilement des zones accidentogènes de la rocade,,.

### Limitation de vitesse et interdiction de dépassement
Depuis le 21 juin 2007, la vitesse y est limitée à 90 km/h sauf pour les poids lourds qui ne doivent pas dépasser les 80 km/h,, et lors de la traversée du pont d'Aquitaine limitée à 70 km/h. Auparavant, la vitesse sur la rocade était limitée à 110 km/h. Cette réduction a permis de diminuer de 20 % la pollution atmosphérique et le nombre d'accidents dans les mois qui ont suivi. La réduction de la vitesse à 70 km/h, comme sur le boulevard périphérique de Paris, est envisagée afin de rajouter une quatrième voie de circulation dans chaque sens. Cela se ferait au détriment de la bande d'arrêt d'urgence qui, n'ayant pas été pensée pour supporter un lourd trafic, devrait être renforcée. Enfin, l'ensemble des échangeurs devraient également être réaménagés,. La préfecture de Gironde réduit la vitesse de 20 km/h lors des pics de pollution de l'air,.
Depuis janvier 2023, le dépassement est interdit pour tous les poids lourds sur l'intégralité de la rocade ouest, de la sortie 1 à la 15, et depuis juillet 2023 sur la rocade est, dans le sens intérieur de la sortie 24 à la 21, et dans le sens extérieur de la sortie 20 à la 22.

### Accidentologie
En 2022, un rapport de Bordeaux Métropole dénombre 221 accidents sur les 112 km d'autoroute et de rocade qu'elle compte. Cela ne représente que 27,9 % des accidents dénombrés dans la métropole. Six personnes sont mortes dans ces accidents sur la rocade, parmi lesquelles deux piétons. Quatre sections de la rocade sont parmi les quarante zones qui accumulent le plus d'accidents dans la métropole. Toutes sont situées sur la rocade ouest et sud, c'est-à-dire l'autoroute A630, elles se trouvent au niveau des échangeurs no 7 à Eysines, no 10 à Mérignac, no 14 à Pessac, ainsi qu'au niveau de la commune de Bègles.

### Radars et infractions pour excès de vitesse
Depuis 2003, des radars automatiques sont installés sur la rocade. En 2015, quatre radars fixes, tous situés sur l'autoroute A630, ont relevé 90 971 infractions. À partir de 2016, trois radars autonomes sont mis en place à différents endroits accidentogènes de la rocade et déplacés chaque mois ; ils ont relevé 339 145 infractions en 2017. En 2018, un radar autonome supplémentaire est mis en service ainsi qu'un nouveau radar dit « tourelle » alors en expérimentation,. En 2023, la rocade compte quatre radars autonomes déplaçables à différents endroits, et trois radars fixes, deux sur la rocade intérieure au niveau des sorties 3 et 24, et un sur la rocade extérieure au niveau de la sortie 4,.
Depuis 2013, des voitures équipées de radars embarqués circulent en Gironde et sur la rocade. Ces voitures banalisées ne sont pas signalées. Initialement conduites par des policiers ou des gendarmes, elles sont désormais gérées par des sociétés privées,.

## Entretien
La direction interdépartementale des routes Atlantique est chargée de l'entretien et de la modernisation de la rocade. Lorsque des travaux sont programmés, uniquement de nuit, les tronçons concernés sont fermés à la circulation et des déviations sont mises en place. La fermeture de certains ouvrages d'art, notamment du pont d'Aquitaine chaque mois, peut impliquer de fermer une section dans les deux sens de circulation. Le trafic est alors dévié vers le pont François-Mitterrand ou le pont Jacques-Chaban-Delmas pour passer d'une rive à l'autre de la Garonne.

## Insertion urbaine

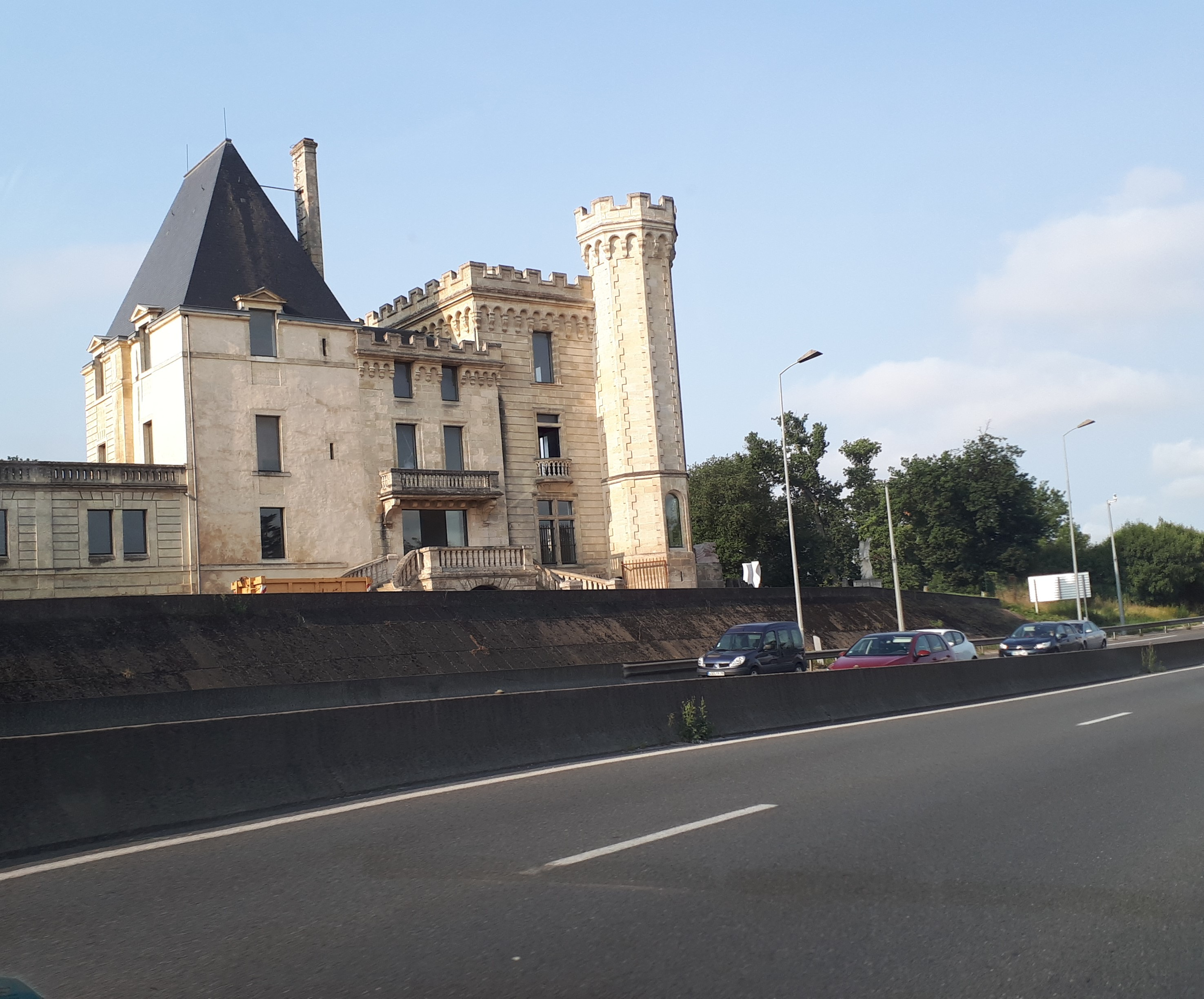
La rocade, ici au pied du château de Lormont, constitue une barrière pour les territoires qu'elle traverse.

La rocade constitue une barrière coupant en deux certaines villes comme Pessac ou Mérignac. Pour y remédier, cinquante franchissements sont présents à une distance moyenne de 900 m sur l'ensemble de son tracé. Il en existe différents types en fonction du mode de déplacement : piéton/cycliste, voiture/bus/camion, tramway et ferroviaire. Leur architecture n'est pas uniforme et on trouve notamment des ponts suspendus sur deux piles, des ponts à haubans ou encore des ponts à poutres.
La moitié des franchissements de la rocade permettent de relier celle-ci au reste du réseau routier. Ils facilitent donc les échanges entre la métropole de Bordeaux et les territoires plus éloignés de la région. Cependant, ils créent une rupture au niveau local en perturbant le trafic riverain.

## Impacts sur l'environnement et la santé

### Qualité de l'air
Le trafic routier est l'une des principales sources de pollution atmosphérique dans l'agglomération bordelaise. Compte tenu du trafic qu'elle supporte, la contribution de la rocade à cette pollution est importante. En 2019, le trafic de la rocade émet 63 % des oxydes d'azote (NOx),,, 25 % des particules PM10,,, 22 % des PM2,5,,, 6 % des composés organiques volatils non méthaniques (COVNM), 3 % du dioxyde de soufre (SO2) et 7 % de l'ammoniac (NH3). Or, la rocade est bordée d'habitations et d'établissements accueillant du public, tels que des écoles ou des hôpitaux.
L'organisme de surveillance de la qualité de l'air en Nouvelle-Aquitaine est Atmo Nouvelle-Aquitaine. Il dispose de 44 stations de mesure déployées sur l'ensemble de la région pour y quantifier les différents polluants. Les données sont ensuite compilées, analysées et présentées dans des études et des rapports.

### Bruit de la circulation
Afin de réduire les nuisances sonores causées par le trafic, plusieurs dizaines de kilomètres de murs anti-bruit sont installés le long de la rocade. Cependant, il est estimé en 2017 que 84 000 habitants de la métropole sont exposés à des niveaux sonores supérieurs à 68 dB(A) sur une période de 24 h (Lden). Or, ce seuil correspond à la limite légale du bruit émis par le trafic routier à proximité des habitations, des écoles et des établissements de santé. Les objectifs ne sont donc pas atteints. La nuit, cette limite est abaissée à 62 dB(A) (Ln) et c'est environ 21 000 habitants qui sont exposés à des valeurs supérieures à ce seuil.
En 2023, la métropole met en ligne une carte interactive du bruit. Celle-ci montre que l'ensemble de la rocade émet plus de 75 dB(A) (Lden). La rocade, les autoroutes qu'elle croise et les boulevards, sont les voies qui émettent le plus de bruit et qui représentent donc le plus de gêne pour les riverains ou établissements à proximité. Elles sont suivies par le cours de Verdun, le cours Victor-Hugo et le cours Clemenceau qui émettent tout de même plus de 65 dB(A) (Lden),.

### Mesures de réduction des impacts sur l'environnement et la santé

#### Restrictions de circulation en fonction des émissions polluantes (2021)
Depuis 2021, en cas de pic prolongé de pollution, la circulation différenciée est mise en place sur le réseau routier intra-rocade. La rocade et les voies d'accès aux parcs relais sont exclues de cette mesure. Elle est mise en œuvre de 6 h à 22 h, et seuls les véhicules disposant d'une vignette Crit'Air 0, 1, 2 ou 3 sont autorisés à circuler,.

#### Zone à faibles émissions (2025)
Depuis le 1er janvier 2025, la rocade est la limite extérieure de la zone à faibles émissions bordelaise. Initialement, il a été envisagé d'appliquer les restrictions de circulations aux véhicules Crit'Air 3, 4 et 5,. Finalement, seuls les véhicules non-classés sont concernés. Cependant les premiers contrôles ne commenceront qu'en juillet 2025 et il n'y aura pas d'amende avant 2027.